# Pérez Zeledón (tổng)
Pérez Zeledón là một tổng ở tỉnh San José thuộc Costa Rica. Tổng này có diện tích 1.905,51 km² (1), diện tích lớn thứ 8 trong số 81 tổng của quốc gia này. Dân số là 130.982 người (2). Lỵ sở của tổng này là thị trấn San Isidro de El General.
Ranh giới tây bắc là sông Savegre, sông Guabo và một loạt các dãy núi ven biển tạo thành ranh giới phía tây nam và nam, các đỉnh của các núi cao nhất thuộc Cordillera de Talamanca (dãy núi Talamanca) nằm ở phía đông. Ở giữa là sông General chạy theo hướng từ bắc đến nam qua một thung lũng.
Tổng Pérez Zeledón được chia thành 11 huyện.
1. San Isidro de El General
2. General
3. Daniel Flores
4. Rivas, Costa Rica
5. San Pedro
6. Platanares
7. Pejibaye
8. Cajón
9. Barú
10. Río Nuevo
11. Páramo